# Pulitzer-Preis 1987
Der Pulitzer-Preis 1987 war die 71. Verleihung des US-amerikanischen Literaturpreises. Die Jury bestand aus 16 Personen. Das „Pulitzer Prize Board“ vergab Preise für Arbeiten, die während des Kalenderjahres 1986 entstanden waren.

## Bereich Journalismus(Journalism)
| Kategorie                                                  | Preisträger                                                                           | Begründung |
| ---------------------------------------------------------- | ------------------------------------------------------------------------------------- | --- |
| Aktuelle Berichterstattung (Breaking News Reporting)       | Mitarbeiter des Akron Beacon Journal                                                  | Preis verliehen für die unter Zeitdruck erfolgte Berichterstattung über die versuchte Übernahme der Goodyear Tire & Rubber Company durch einen europäischen Finanzier.                                                                                             |
| Dienst an der Öffentlichkeit (Public Service)              | Pittsburgh Press                                                                      | Preis verliehen für die Berichterstattung von Andrew Schneider und Matthew Brelis, die die Unzulänglichkeit der medizinischen Untersuchung von Fluglinienpiloten durch die FAA aufdeckte und zu bedeutenden Reformen führte.                                       |
| Investigativer Journalismus (Investigative Reporting)      | John Woestendiek von The Philadelphia Inquirer                                        | Preis verliehen für herausragende Berichterstattung über Gefängnisstrafen, zu der auch der Beweis der Unschuld eines wegen Mordes verurteilten Mannes gehörte. |
| Investigativer Journalismus (Investigative Reporting)      | Daniel R. Biddle, H. G. Bissinger und Fredric N. Tulsky von The Philadelphia Inquirer | Preis verliehen für ihre Serie „Disorder in the Court“ (im Deutschen: Unordnung im Gericht), die Verstöße der Justiz im Gerichtssystem von Philadelphia aufdeckte und zu Ermittlungen auf Bundes- und Landesebene führte.                                          |
| Hintergrundberichterstattung (Explanatory Journalism)      | Jeff Lyon und Peter Gorner von der Chicago Tribune                                    | Preis verliehen für ihre Serie über die Verheißungen der Gentherapie, die die Auswirkungen dieser revolutionären medizinischen Behandlung untersuchte. |
| Beat Reporting (Specialized Reporting)                     | Alex S. Jones von The New York Times                                                  | Preis verliehen für „The Fall of the House of Bingham“ (im Deutschen: Der Untergang des Hauses Bingham), ein gekonnter und einfühlsamer Bericht über den Streit einer mächtigen Zeitungsfamilie und wie dieser zum Verkauf eines berühmten Medienimperiums führte. |
| Kritik (Criticism)                                         | Richard Eder von der Los Angeles Times                                                | Preis verliehen für seine Buchbesprechungen. |
| Karikatur (Editorial Cartooning)                           | Berkeley Breathed von The Washington Post Writers Group                               | |
| Leitartikel (Editorial Writing)                            | Jonathan Freedman von The San Diego Union-Tribune                                     | Preis verliehen für seine Leitartikel, in denen er die Verabschiedung des ersten großen Einwanderungsreformgesetzes seit 34 Jahren forderte. |
| Kommentar (Commentary)                                     | Charles Krauthammer von The Washington Post Writers Group                             | Preis verliehen für seine witzigen und aufschlussreichen Kolumnen zu nationalen Themen. |
| Auslandsberichterstattung (International Reporting)        | Michael Parks von der Los Angeles Times                                               | Preis verliehen für seine ausgewogene und umfassende Berichterstattung über Südafrika. |
| Berichterstattung im Inland (National Reporting)           | Mitarbeiter von The Miami Herald                                                      | Preis verliehen für seine exklusive und kontinuierliche Berichterstattung über die Iran-Contra-Affäre. |
| Berichterstattung im Inland (National Reporting)           | Mitarbeiter von The New York Times                                                    | Preis verliehen für die Berichterstattung über die Folgen der Challenger-Katastrophe. Dazu gehörten Berichte, in denen schwerwiegende Mängel im Design des Shuttles und in der Verwaltung des amerikanischen Raumfahrtprogramms festgestellt wurden.               |
| Feature Writing (Feature Writing)                          | Steve Twomey von The Philadelphia Inquirer                                            | Preis verliehen für sein aufschlussreiches Porträt des Lebens an Bord eines Flugzeugträgers. |
| Aktuelle Fotoberichterstattung (Breaking News Photography) | Kim Komenich vom San Francisco Examiner                                               | Preis verliehen für seine fotografische Berichterstattung über den Sturz von Ferdinand Marcos. |
| Feature-Fotoberichterstattung (Feature Photography)        | David Peterson vom Des Moines Register                                                | Preis verliehen für seine Fotografien, die die geplatzten Träume amerikanischer Bauern zeigen. |

## Bereich Literatur, Theater und Musik(Books, Drama & Music)
| Kategorie                                                   | Preisträger |
| ----------------------------------------------------------- | --- |
| Geschichte (History)                                        | Voyagers to the West: A Passage in the Peopling of America on the Eve of the Revolution von Bernard Bailyn (Alfred A. Knopf)                |
| Belletristik (Fiction)                                      | A Summons to Memphis von Peter Taylor (Alfred A. Knopf)                                                                                     |
| Sachbuch (General Nonfiction)                               | Arab and Jew: Wounded Spirits in a Promised Land von David K. Shipler (Times Books)                                                         |
| Musik (Music)                                               | The Flight Into Egypt von John Harbison (Associated Music Publishers) Uraufführung am 21. November 1987 durch Cantata Singers und Ensemble. |
| Dichtung (Poetry)                                           | Thomas and Beulah (deutscher Titel: Die morgenländische Tänzerin) von Rita Dove (Carnegie-Mellon University Press)                          |
| Theater (Drama)                                             | Fences von August Wilson (Plume) |
| Biographie oder Autobiographie (Biography or Autobiography) | Bearing the Cross: Martin Luther King Jr. and the Southern Christian Leadership Conference von David J. Garrow (William Morrow)             |

## Sonderpreise (Special Citations)
| Kategorie    | Preisträger         | Begründung |
| ------------ | ------------------- | --- |
| Journalismus | Joseph Pulitzer Jr. | Preis verliehen für seine außergewöhnlichen Verdienste um den amerikanischen Journalismus und die Literatur während seiner 31-jährigen Amtszeit als Vorsitzender des Pulitzer-Preis-Gremiums und für seine Leistungen als Herausgeber und Verleger. |